# Барач, Антонио
Антонио Барач (хорв. Antonio Barać, род. 19 января 1997, Ливно) — хорватский шоссейный велогонщик боснийского происхождения.

## Карьера
Антонио Барак родился в Ливно, Босния и Герцеговина, и имеет двойное боснийское и хорватское гражданство. В юности, в 6 лет, он начал заниматься футболом. В 2013 году в составе сборной Хорватии U17 выступал на чемпионате мира среди юношей до 17 лет в Объединенных Арабских Эмиратах, где играл на позиции центрального защитника. Однако сборная Хорватии не вышла из группы. Наконец, в возрасте 17 лет он принял участие в своих первых велогонках, получив лицензию в Боснии, которые проходили на горных велосипедах.
Среди юниоров (до 19 лет) в 2014 году он стал чемпионом Боснии и Герцеговины по маунтинбайку и вице-чемпионом страны в групповой гонке на шоссе. Затем в 2015 году он присоединился к команде World Cycling Centre в Эгле. Директор World Cycling Centre Жан-Жак Анри описывает его как «гонщика, который хорошо преодолевает средние горы». В сентябре он стал первым велосипедистом, представившим Боснию и Герцеговину на чемпионате мира в Ричмонде..
В 2016 году дебютировал в гонках до 23 лет и быстро завоевал несколько почётных мест среди любителей во Франции и Швейцарии. Занял 9-е место на одном из этапов Тура Сербии. В следующем году он решил получить хорватскую лицензию. Завоевывает несколько новых наград на гонках национальных календарей Швейцарии и Франции, также защищает цвета словенского клуба CCN Metalac на нескольких гонках календаря UCI. Финишировал пятым в Туре Сербии, затем шестым на этапе румынской гонки Тур Бихор, проходившем в формате индивидуальной гонки. Летом становится вице-чемпионом Хорватии в индивидуальной гонке.
В 2018 году стал восьмым на Туре де Тарантез, дважды финишировал в топ-10 на этапах Туре Бретани. В августе он выступил на Туре де л'Авенире, где участвовал в нескольких отрывах на равнинах.
В 2019 году присоединился к хорватской континентальной команде Meridiana Kamen.

## Достижения

### Шоссе
2014
2-й на Боснии и Герцеговины — групповая гонка U19
2015
Prix des Vins Henri Valloton juniors
2016
3-й на Мартиньи — Мовуазен
2017
2-й на Чемпионат Хорватии — индивидуальная гонка U23
2018
2-й на Чемпионат Хорватии — индивидуальная гонка U23
2020
3-й на Чемпионат Хорватии — групповая гонка

### Маунтинбайк
2014
 Чемпион Боснии и Герцеговины U19

### Велокросс
2020
3-й на Чемпионат Хорватии

## Рейтинги
| Год                 | 2017   | 2018   | 2019   | 2020  | 2021 | 2022  | 2023  |
| ------------------- | ------ | ------ | ------ | ----- | ---- | ----- | ----- |
| Мировой рейтинг UCI | 1408-й | 1984-й | 1902-й | 588-й | -    | 838-й | 954-й |
| Европейский тур UCI | 903-й  | 1323-й | 1252-й | 478-й | -    | 624-й | -     |
|                     |        |        |        |       |      |       |       |
| Источник: UCI       |        |        |        |       |      |       |       |